# Кали
Кали (хорв. Kali) — населений пункт і громада в Задарській жупанії Хорватії.

## Населення
Населення громади за даними перепису 2011 року становило 1 638 осіб.
Динаміка чисельності населення громади:

## Клімат
Середня річна температура становить 15,33 °C, середня максимальна – 26,68 °C, а середня мінімальна – 4,43 °C. Середня річна кількість опадів – 840 мм.
| Клімат поселення                              | Клімат поселення | Клімат поселення | Клімат поселення | Клімат поселення | Клімат поселення | Клімат поселення | Клімат поселення | Клімат поселення | Клімат поселення | Клімат поселення | Клімат поселення | Клімат поселення | Клімат поселення |
| Показник                                      | Січ.             | Лют.             | Бер.             | Квіт.            | Трав.            | Черв.            | Лип.             | Серп.            | Вер.             | Жовт.            | Лист.            | Груд.            |                  |
| Середній максимум, °C                         | 11,68            | 11,52            | 12,92            | 16,23            | 21,03            | 25,15            | 26,68            | 26,47            | 22,03            | 19,07            | 14,77            | 11,88            |                  |
| Середня температура, °C                       | 8,15             | 7,97             | 9,37             | 12,70            | 17,48            | 21,63            | 24,33            | 24,08            | 19,67            | 16,72            | 12,37            | 9,48             |                  |
| Середній мінімум, °C                          | 4,60             | 4,43             | 5,85             | 9,17             | 13,95            | 18,10            | 21,95            | 21,72            | 17,30            | 14,33            | 10,02            | 7,13             |                  |
| Норма опадів, мм                              | 72               | 60               | 63               | 68               | 63               | 52               | 29               | 48               | 94               | 102              | 99               | 90               |                  |
| Середньомісячна швидкість вітру, м/с          | 2.98             | 3.08             | 3.25             | 3.10             | 2.68             | 2.50             | 2.50             | 2.40             | 2.62             | 2.78             | 3.38             | 3.25             |                  |
| Середньомісячна сонячна радіація, кДж/м²·день | 5048             | 7818             | 11522            | 16382            | 20643            | 22972            | 24572            | 21267            | 15725            | 10028            | 5489             | 4334             |                  |
| --------------------------------------------- | ---------------- | ---------------- | ---------------- | ---------------- | ---------------- | ---------------- | ---------------- | ---------------- | ---------------- | ---------------- | ---------------- | ---------------- | ---------------- |
| Джерело:                                      |                  |                  |                  |                  |                  |                  |                  |                  |                  |                  |                  |                  |                  |